# Theophylaktos Simokates
Theophylaktos Simokates (auch Simokatta; kurz Theophylakt; latinisiert Theophylactus Simocatta) war ein spätantik-frühbyzantinischer Historiker des frühen 7. Jahrhunderts. Der Beiname Simokatta (stupsnasige Katze) bezieht sich vermutlich auf sein Aussehen.

## Leben
Theophylakt, der seit Arnold J. Toynbee gemeinhin als der letzte antike Geschichtsschreiber gilt,  stammte aus der oströmischen Provinz Ägypten, sehr wahrscheinlich aus Alexandria. Er wurde wohl um 580 geboren, über sein Leben ist aber nur wenig bekannt. Vermutlich wurde ihm in Ägypten eine rhetorische Ausbildung zuteil. Diese Annahme liegt zumindest recht nahe, genossen doch die Bildungseinrichtungen in Alexandria auch im frühen 7. Jahrhundert noch einen guten Ruf: Stephanos von Alexandria, der letzte bedeutende antike Neuplatoniker, lehrte bis etwa 610 an der dortigen Hochschule. Theophylakt zeigt auch in seinen literarischen Werken Kenntnis der griechischen Klassiker (Homer, Thukydides, Platon), aber auch späterer Autoren (zum Beispiel Lukian und Libanios). Er kam unter Kaiser Phokas, also zwischen 602 und 610, nach Konstantinopel. Theophylakt, der auch eine juristische Ausbildung genossen hatte, diente anschließend Kaiser Herakleios als Beamter in verschiedenen Funktionen. Er bekleidete offenbar auch das hohe Amt des praefectus urbi von Konstantinopel, scheint danach magister scriniorum geworden zu sein und hat möglicherweise noch 641 gelebt: In diesem Jahr erwähnt eine griechische Inschrift aus Aphrodisias einen ehemaligen Präfekten namens Theophylaktos als Mitglied des kaiserlichen Gerichtshofes.

## Werk
Theophylakt verfasste, neben einer Briefsammlung und einer „naturwissenschaftlichen“ Abhandlung (bekannt als Quaestiones physicae, die eher der Unterhaltungsliteratur zuzuordnen ist), ein Geschichtswerk in acht Büchern, das meistens als Historien bezeichnet wird. Es gilt in der Regel als das letzte Werk der antiken Geschichtsschreibung. Theophylakt beschloss damit eine über zweihundertjährige Tradition, denn im 5. und 6. Jahrhundert hatte eine ganze Reihe hoher kaiserlicher Funktionäre klassizistische Geschichtswerke verfasst.
Theophylakt schrieb Zeitgeschichte: Er befasste sich, anschließend an das Werk des Menander Protektor, mit der Herrschaft des oströmischen Kaisers Maurikios (582–602) sowie insbesondere mit dessen Kriegen gegen Sassaniden und Slawen (siehe hierzu auch Römisch-Persische Kriege und Balkanfeldzüge des Maurikios). Dabei benutzte Theophylakt vor allem schriftliche Vorlagen. Als Hauptquelle für den Perserkrieg (der 591 endete) diente ihm das Geschichtswerk des Johannes von Epiphaneia, das bis auf ein Fragment verloren gegangen ist. Das Fragment verdeutlicht aber, dass Johannes in der Tradition der spätantiken klassizistischen Historiker stand; er scheint sich auch auf gute Quellen sowie auf Augenzeugen gestützt zu haben. Für die Zeit des Perserkriegs zog Theophylakt vermutlich noch ein zweites Werk heran, das die Taten von Herakleios dem Älteren in einem sehr positiven Licht darstellte. Ein ähnliches Werk, wohl mehr eine Art Memorandum als ein wirkliches Geschichtswerk, verwendete Theophylakt – neben, so Michael Whitby, mindestens zwei weiteren Quellen – für die Balkanfeldzüge des Maurikios. In diesem Zusammenhang wird der magister militum Priskos sehr positiv gezeichnet. Aus der Darstellung ergibt sich, dass das Werk Theophylakts um 630 verfasst worden sein muss: Der letzte Krieg, den Ostrom unter Herakleios gegen die Perser geführt hatte (602–628), war offenbar bereits vorbei, da Theophylakt vorausgreifend den Tod des Perserkönigs Chosrau II. (628) erwähnt, aber die Angriffe der Araber (seit 634) hatten noch nicht eingesetzt; zumindest finden sich keine Anspielungen auf sie. Allerdings wurde kürzlich auch eine Datierung um 640 vorgeschlagen.
Theophylakts Werk ist zwar noch auf Altgriechisch verfasst, enthält aber bereits zahlreiche Formen, die auf die Sprache der mittelbyzantinischen Zeit vorausweisen. Es kann sich sprachlich und stilistisch nicht mit den Geschichtswerken von Priskos oder Prokopios von Caesarea messen, gerade weil Theophylakt stets seine klassische Bildung demonstrieren will und daher zahlreiche rhetorische Figuren verwendet. Dies wird bereits im Proömium deutlich, wo es zu einem „Dialog“ zwischen der personifizierten Philosophia und der Historia kommt. Theophylakt orientierte sich stark an den antiken Vorbildern und bemühte sich sichtlich, diese nachzuahmen (Mimesis), was zu gespreizten Ausdrücken und Anachronismen führte. Oft wirkt die Sprache sehr überladen, der Aufbau wird durch unnötige Einschübe verkompliziert; selbst für Leser, die sehr gut Griechisch können, ist das Werk oft nur schwer verständlich. Christliche Feste und Würdenträger beispielsweise werden von Theophylakt, der offensichtlich selbst Christ war, recht gewunden umschrieben. An anderen Stellen hingegen verweist er jedoch auf das Wirken Gottes (ein Bruch mit den Konventionen der Profangeschichtsschreibung), und teilweise sind sogar kirchengeschichtliche Aspekte in dem Werk erkennbar. Zudem fehlt es Theophylakt offenkundig an eigenen militärischen Erfahrungen, was sich bei einigen Beschreibungen bemerkbar macht.
Trotz dieser Schwächen bieten die Historien, die bis 603 reichen und wohl unvollendet geblieben sind (wahrscheinlich wollte Theophylakt den Herrschaftsantritt des Herakleios 610, vielleicht aber auch erst den Sieg über die Sassaniden 628 als Endpunkt wählen), sehr wichtige und weitgehend zuverlässige Informationen über die oströmische Geschichte zwischen 574 und 603, sodann über die Perser und über die Awaren und Slawen. Da nach dem Angriff der Araber die spätantike Kultur auch in Ostrom einen raschen Niedergang erlebte, fand Theophylakt keinen Fortsetzer mehr. Die Tradition der antiken Historiographie riss ab, und die spätere byzantinische Geschichtsschreibung knüpfte dann nicht mehr nahtlos an sie an (siehe auch Byzantinische Geschichtsschreibung).
Die Historien wurden im frühen 9. Jahrhundert nachweislich von Theophanes benutzt, Photios fertigte im Rahmen seiner Bibliotheke einen knappen Auszug an. Die editio princeps wurde 1604 von J. Pontanus in Ingolstadt herausgegeben.

## Ausgaben und Übersetzungen
- Carl de Boor (Hrsg.): Theophylacti Simocattae historiae. Teubner, Leipzig 1887 (Neuauflage. Herausgegeben von Peter Wirth. Teubner, Stuttgart 1972, ISBN 3-519-01857-8; Digitalisat).
- Peter Schreiner: Geschichte. Theophylaktos Simokates. Geschichte (= Bibliothek der griechischen Literatur. Bd. 20, Abteilung Byzantinistik). Hiersemann, Stuttgart 1985, ISBN 3-7772-8533-1.
- Michael Whitby, Mary Whitby: The History of Theophylact Simocatta. An English Translation with Introduction and Notes. Clarendon Press, Oxford 1986, ISBN 0-19-822799-X (Digitalisat).
- Nicolaus Copernicus: Theophylacti scolastici Simocati epistolae morales, rurales et amatorie interpretatione latina. Haller, Krakau 1509 (Übersetzung von Gedichten ins Lateinische).